# Macierz mitochondrialna

1 - wewnętrzna błona
2 - zewnętrzna błona
3 - przedział zewnętrzny
4 - macierz

Macierz mitochondrialna, wewnętrzna przestrzeń mitochondrium (łac. matrix) – bezpostaciowa substancja płynna wypełniająca wnętrze mitochondrium. W jej skład wchodzą między innymi enzymy przyspieszające reakcje utleniania substancji organicznych. W macierzy zawieszone są także niewielkie cząsteczki jego własnego DNA (mtDNA) oraz rybosomy. Dzięki temu mitochondria syntetyzują niektóre swoje białka.